# أندريا مارتن
أندريا مارتن (بالإنجليزية: Andrea Martin)‏ مواليد 15 يناير 1947 في مين، الولايات المتحدة، هي ممثلة أمريكية بدأت مسيرتها الفنية عام 1969. كما أنها من الفائزات بجائزة إيمي.

## وصلات خارجية
- أندريا مارتن على موقع IMDb (الإنجليزية)
- أندريا مارتن على موقع ألو سيني (الفرنسية)
- أندريا مارتن على موقع ميوزك برينز (الإنجليزية)
- أندريا مارتن على موقع تيرنر كلاسيك موفيز (الإنجليزية)
- أندريا مارتن على موقع أول موفي (الإنجليزية)
- أندريا مارتن على موقع قاعدة بيانات برودواي على الإنترنت (الإنجليزية)
- أندريا مارتن على موقع قاعدة بيانات الأفلام السويدية (السويدية)
- أندريا مارتن على موقع إن إن دي بي (الإنجليزية)
- أندريا مارتن على موقع ديسكوغز (الإنجليزية)
- أندريا مارتن على موقع قاعدة بيانات الفيلم (الإنجليزية)